# Robledillo de Trujillo
Robledillo de Trujillo è un comune spagnolo di 476 abitanti situato nella comunità autonoma dell'Estremadura.